# Walden
Walden ili život u šumi je najpoznatije književno djelo Henryja Davida Thoreaua. Knjiga koja u svijetu ima kultni status, dok je hrvatsko izdanje objavljeno tek 2006. godine.
Walden je naziv jezera na kojem je H. D. Thoreau proveo dvije godine, živeći i bilježeći svoje misli.
Kulturološki gledano, Walden je jedna od najznačajnih knjiga u povijesti, knjiga koja je generirala mnoge ideje i pokrenula mnoge društvene pokrete tijekom 20. stoljeća.

## Vanjske poveznice
Mrežna mjesta
- Walden, elektronička knjiga u prijevodu Dinka Telećana